# Gnaphosa namulinensis
Gnaphosa namulinensis är en spindelart som beskrevs av Hu 200. Gnaphosa namulinensis ingår i släktet Gnaphosa och familjen plattbuksspindlar. Inga underarter finns listade i Catalogue of Life.